# Karl Grebe
Karl Friedrich August Grebe, född 20 juni 1816 i byn Großenritte i Habichtswalde vid Kassel, död 12 april 1890 i Eisenach, var en tysk professor i skogsvetenskap.
Grebe blev 1842 privatdocent vid Greifswalds universitet, 1844 forstrat (en administrativ befattning i skogsbruket) i Eisenach, 1849 professor i skogsvetenskap i Greifswald och 1850 föreståndare för skogsuppskattningskommissionen vid skogsstyrelsen i Sachsen-Weimar-Eisenach och direktor för skogsinstitutet i Eisenach.